# كأس الأبطال الفرنسي 1997
كأس الأبطال الفرنسي 1997 (بالفرنسية: 1997 Trophée des Champions)‏ مباراة جمعت بين موناكو و‌نيس في 23 يوليو 1997 على ملعب راؤول باريير في مدينة بيزييه، وفاز بها موناكو بنتيجة 5–2.

## وصلات خارجية
- باللغة الفرنسية